# مقاطعة أوريول

علم أوريول أوبلاست

أوريول أوبلاست (بالروسية: Орло́вская о́бласть) هي إحدى الكيانات الفدرالية في روسيا. وتحوي المدن والقرى التالية: بولخوف،
دميتروفسك،
ليفني،
مالوارخانجيلسك،
متسنسك،
نوفوسيل،
أوريول،

## أعلام
- ديميتري إيفانوف